# Starke Zeiten
Starke Zeiten ist ein komödiantischer deutscher Episodenfilm aus dem Jahr 1988. Er wurde am 12. Mai 1988 in Deutschland erstaufgeführt.

## Überblick
Der Film besteht aus mehreren kleinen Episoden, die sich in und um München herum abspielen und die mit zu damaliger Zeit großem Star-Aufgebot in Szene gesetzt wurden. Neben den Schauspielern Hans-Joachim Kulenkampff, Helmut Fischer, Hans Brenner und Gisela Schneeberger traten bekannte Komiker wie Karl Dall, der Hias,  Ottfried Fischer und Gerd Dudenhöffer auf. Ebenso waren die Fernsehmoderatoren Rudi Carrell und Marijke Amado in Nebenrollen zu sehen. Für Showmaster Rudi Carrell war es der erste Filmauftritt nach 15 Jahren.
In weiteren Rollen wirkten mit: Christine Schuberth, Otto Schenk, Volker Prechtel, Margit Geissler, Monika Baumgartner, Isa Haller und Wolfgang Fierek, darüber hinaus auch internationale Schauspieler und Entertainer wie Michael Winslow, David Hasselhoff und Dey Young. Die Zwischensequenzen wurden mit dem Affen aus der Musiksendung Ronny’s Pop Show gefüllt, da diese Sendung von der gleichen Filmgesellschaft produziert wurde. Die Regie bei den einzelnen Episoden führten Otto Retzer, Rolf Olsen, Klaudi Fröhlich und Siggi Götz.
Nach seiner Erstaufführung 1988 erschien der Film im Oktober 1988 auf Video und wurde erstmals am 1. Januar 1991 geschnitten im Programm von RTL Plus gesendet, wobei die Zwischenszenen mit dem Affen herausgenommen worden waren.

## Episoden

### Lästige Zeiten
Alle Münchner kennen den als Monaco Franze bekannt gewordenen Schauspieler Helmut Fischer. Er fügt sich in dieses Leben, ist immer nett zu allen, schreibt brav Autogrammkarten und versucht zu helfen, wenn er darum gebeten wird. Nur ihn selbst macht diese Rolle der besonderen Art nicht glücklich.

### Lausige Zeiten
Der Kammerschauspieler Hans-Joachim Jennings muss erkennen, dass sein Schwarm ihn nur ausnehmen wollte. So bestellt er beim Blumenhändler Eugen Doleschal eine Flasche mit Pflanzengift, um seinem Leben ein Ende zu bereiten. Doch die unverhohlene Gier des Blumenhändlers auf sein Erbe erweckt wieder seinen Lebenswillen.

### Verrückte Zeiten
Der Hias findet in Rudi Carrells Show Single sucht Single die attraktive Christa. Er fährt mit ihr zum Kennenlernen nach Gran Canaria, hat aber den lästigen Mitbewerber Hannes Blech als Konkurrenten.

### Turbulente Zeiten
Bei einem Wasserrohrbruch überschwemmt die schöne Lilo die Wohnung ihres Nachbarn Frank. Beim Versuch, ihr zu helfen, sperrt er sich aus seiner Wohnung aus. Als ihr erster Liebhaber aufkreuzt, versteckt er sich unter dem Bett, wo er bald Gesellschaft bekommt.

### Bombige Zeiten
Der Chemiker David hat eine Pille gefunden, die aus Wasser Benzin macht. Scheich Abudallah fürchtet um sein Ölgeschäft und macht ihm eine Millionenofferte, und die attraktive Jessica überredet ihn, das Angebot anzunehmen.

### Super Zeiten
Die umschwärmte Rocklady Dey wollte eigentlich nur die pressewirksame Patenschaft für ein Baby übernehmen, doch durch falsche Computervermittlung gerät Mike in ihre Liebesgeschichte.

## Songs
- Boney M: Daddy Cool; Ma Baker; Hootay! Hooray! It’s a Holi-Holiday
- Precious Wilson: If I loved you
- Eruption (feat. Precious Wilson): Go Johnnie Go (Keep On Walking John B.)
- Chris Denning: Jamaica Farewell
- Soundtrac Band (Drafi Deutscher): Tiger Eyes; I love you
- Manny Band: Ha! Ha! Said the Clown
- Karl Dall: Millionen Frauen lieben mich
- Orchester Cliff Carpenter: Alles hat ein Ende, nur die Wurst hat zwei

## Kritiken
„Sechs lose aneinandergereihte Lustspiel-Episoden mit einigen populären Film- und Fernsehschauspielern, von denen aber nur zwei Kurzstories Komödienqualität erreichen. Ansonsten sehr anspruchslose Unterhaltung.“